# Gimnasio José Beracasa
El Gimnasio José Beracasa del Parque Naciones Unidas (a veces conocido simplemente como «Parque Naciones Unidas») es un recinto deportivo cubierta multipropósito ubicado en la parroquia El Paraíso del Municipio Libertador  al oeste de la ciudad de Caracas, en Venezuela. Se ha utilizado para diversos deportes entre ellos baloncesto, voleibol, futsal y boxeo.

## Historia
Es una instalación de propiedad pública administrada por el estado venezolano a través del Instituto Nacional de Deportes de Venezuela (IND), posee una capacidad aproximada para recibir a 5000 espectadores.
Sirve de sede para el equipo local venezolano de baloncesto Cocodrilos de Caracas, uno de los 10 equipos pertenecientes a la Liga Profesional de Baloncesto de Venezuela, para el equipo local de voleibol Mágicos de Caracas, uno de los seis pertenecientes a la Liga Venezolana de Voleibol, y para el Caracas Futsal, uno de los seis equipos pertenecientes a la Torneo Superior de Futsal.
Todo el complejo deportivo de Naciones Unidas fue construido con motivo de la celebración en Caracas de los Juegos Panamericanos de 1983. El recinto fue bautizado en 1983 con ese nombre, en honor de José Beracasa Amrán, un reconocido deportista y dirigente venezolano que se destacó en varias disciplinas, siendo la principal el baloncesto, además de presidente de la Organización Deportiva Panamericana. Antes de eso a la cancha se le conocía solo como Parque Naciones Unidas de El Paraíso.
En 2015 el espacio fue remodelado por lo que tuvo que ser cerrado durante un período que finalizó en febrero de ese mismo año. Su reapertura fue realizada en presencia de autoridades del Ministerio de Deporte y la Liga Venezolana de Baloncesto (LPBV). La inversión para las mejoras fue de 89 millones de Bolívares y provino del fondo del Deporte. Mejorándose los techos, asientos, iluminación, gradas y los baños principalmente. Además de un aumento de su capacidad de 5400 a 6100 espectadores sentados.

## Conciertos
| País                      | Artista                         | Año  |
| ------------------------- | ------------------------------- | ---- |
| Bandera de Australia      | The Tenants (band) Jacob Miller | 1983 |
| Bandera de Jamaica        | Jacob Miller                    | 1987 |
| Bandera de Inglaterra     | Napalm Death                    | 1991 |
| Bandera de Estados Unidos | Sacred Reich                    | 1991 |
| Bandera de Brasil         | Sepultura                       | 1991 |
| Bandera de Colombia       | Masacre (banda de Colombia)     | 1993 |
| Bandera de Inglaterra     | Robert Plant                    | 1994 |
| Bandera de Alemania       | Kreator                         | 1994 |